# سبتاغرام
كانت سبتاغرام (تسمى بالعامية ساتغاون) ميناء رئيسي، والمدينة الرئيسية وأحيانًا عاصمة جنوب البنغال، في العصور القديمة والعصور الوسطى، والموقع حاليًا ضمن منطقة هوجلي في ولاية البنغال الغربية الهندية. تقع على بعد حوالي 4 كم من حي باندل، وهي تقاطع رئيسي للسكك الحديدية. بحلول أوائل القرن العشرين، تضاءل المكان إلى مجموعة من الأكواخ غير المهمة. كان لابد من التخلي عن الميناء بسبب ترسب الغرين وجفاف نهر ساراسواتي.